# Freke Räihä

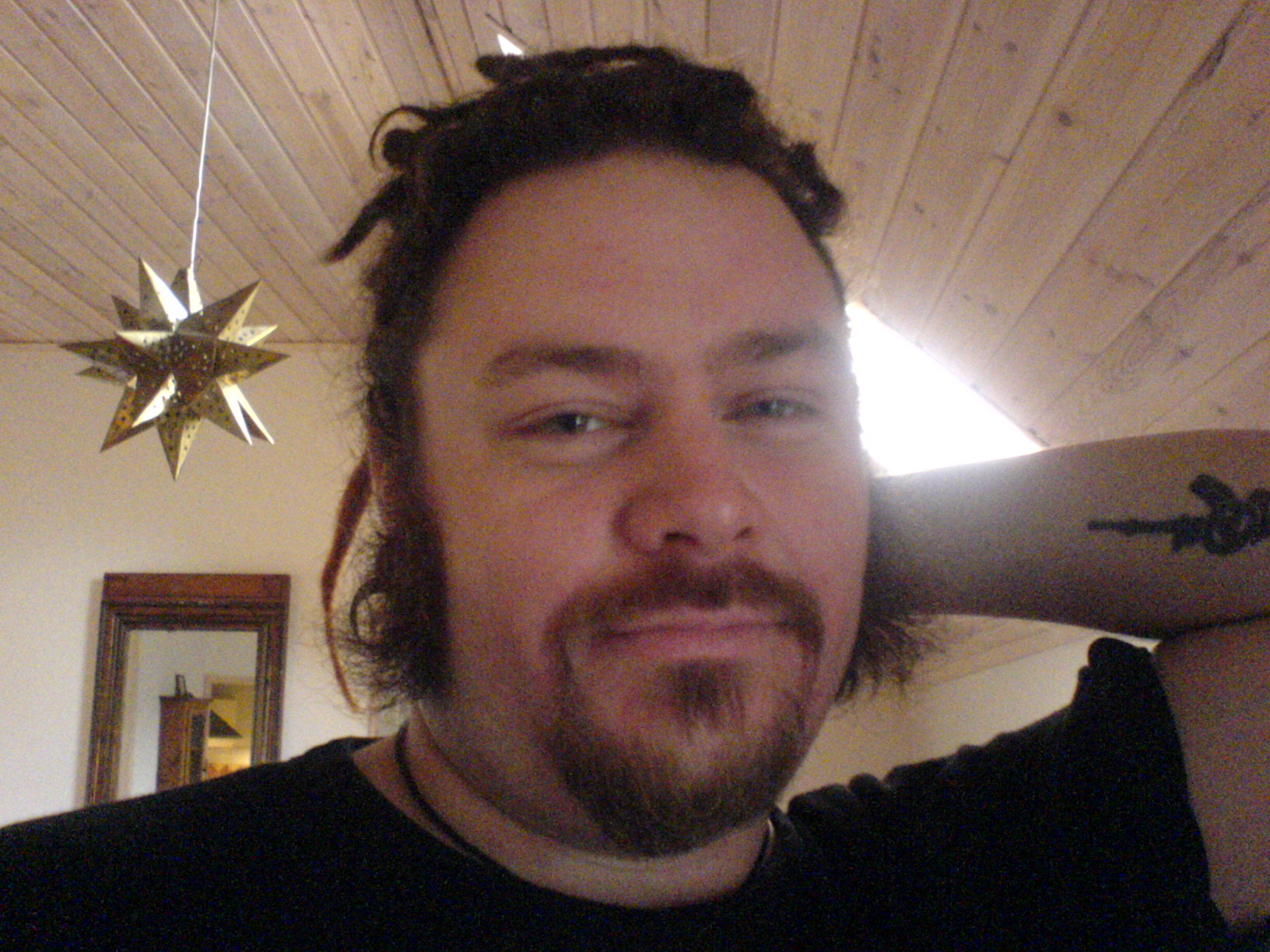
Freke Räihä, 2007.

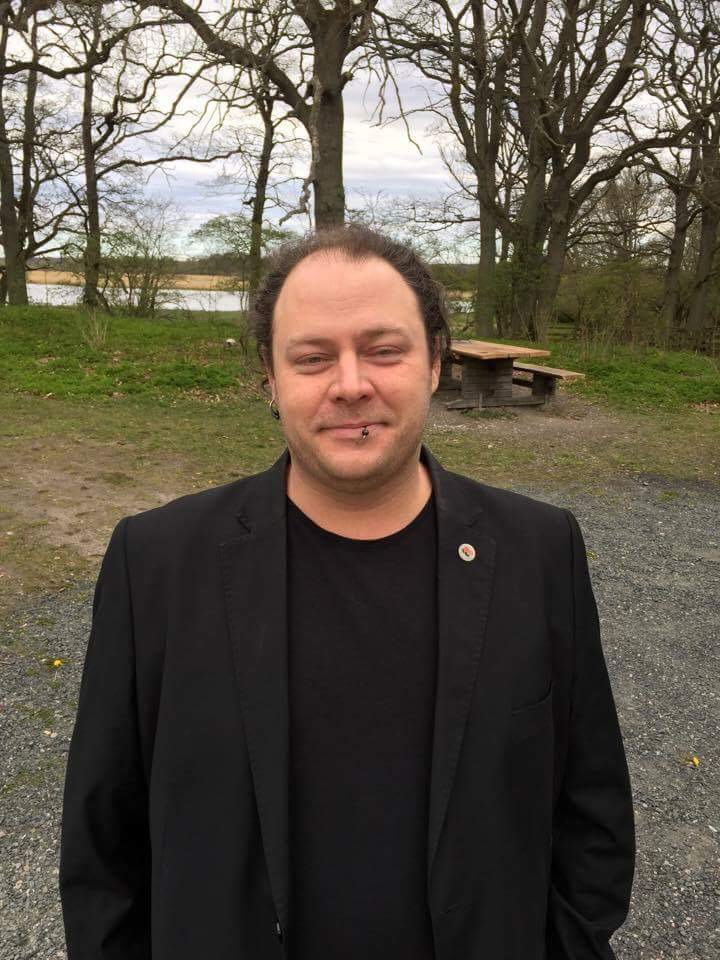
Poet in black.

Freke Räihä, född 8 september 1978 i Stockholm, är en svensk poet och kritiker. Han är bland annat publicerad i Horisont, Ord&Bild, OEI och Lyrikvännen med kritik, essäistik och poesi. Han var en tid också redaktör på Tidningen Kulturen och arbetar sedan 2018 som skrivarpedagog vid Österlens folkhögskolas skrivarkurs. Räihä är även översättare och har bland annat översatt Jenny Wrangborg och Karin Brygger till engelska och den kinesiske poeten Jidi Majia till svenska.
Freke Räihä nominerades till Norrlands litteraturpris 2016 och 2017 till Kristianstadsbladets Kultur- och Nöjespris.
Räihä har studerat på Skurups folkhögskolas skrivarlinje  och Lunds universitets författarskola  där avlagt en filosofie kandidatexamen i Bok- och förlagsvetenskap samt en filosofie magisterexamen i Litterärt skrivande. Han blev utsedd till månadens diktare i Dagens Dikt i P1 i september 2020, där beskrevs hans poesi som "samhälleligt orienterad poesi som ofta tar sin utgångspunkt i arkiv och vittnesmål". Han räknas till de moderna arbetarförfattarna, främst för verken Baggböleri och Hem för vård och boende och är publicerad i flera av Föreningen Arbetarskrivares antologier.